# Weiling (Großhändler)
Weiling GmbH ist ein Großhändler von ökologischen Lebensmittelprodukten mit Sitz in Coesfeld. Das Unternehmen vertreibt bundesweit Produkte von Biomarken an Einzelhändler; u. a. auch unter der Eigenmarke bioladen.

## Unternehmen
1975 gründeten Roswitha und Bernd Weiling einen Versandhandel für Gesundheitsprodukte, drei Jahre später folgte ein Bioladen in Coesfeld. Daraus entstand im Laufe der Jahre das heutige Großhandelsunternehmen. Bis heute befindet es sich in Familienbesitz; alle Gesellschafter sind Mitglieder der Familie Weiling. Zusätzlich zum Gründungsgeschäftsführer Bernd Weiling wurde 2007 der Logistiker Peter Meyer zum Geschäftsführer berufen. Mit immer größer werdender Sortimentsvielfalt in den rund 1.000 bundesweit von Weiling belieferten Facheinzelhandelsgeschäften wurde Weiling zum zweitgrößten deutschen Biogroßhändler, wobei die wachsende Nachfrage mit teilweise 20-prozentigen jährlichen Steigerungsraten vor allem auf das Interesse kaufkräftiger Schichten für eher hochpreisige Bioprodukte zurückzuführen ist.
Neben dem Gründungssitz in Coesfeld mit einer Grundstücksfläche von heute 66.000 m² hat das Unternehmen einen Sitz auch in Lonsee bei Ulm mit einer Fläche von 42.000 m². 2015 erweiterte Weiling seine Lagerkapazität am Stammsitz Coesfeld. Auf 12.000 m² baute das Unternehmen ein neues Hochregallager und erweiterte seine Bürotrakte. Das 33 Meter hohe Hochregallager hat auf 1000 m² Grundfläche eine Kapazität für 6.000 Europoolpaletten, ergänzt durch eine Alu-Konstruktion, die fast 50.000 Behälter u. a. für Schüttgut tragen kann.

## Vertrieb
Die Firma hat sich auf den Vertrieb von Produkten spezialisiert, die nach organischen und nachhaltigen Verfahren hergestellt werden. Viele von ihnen ließen sich diese Produktionsweise durch verschiedene Zertifikate („Bio-Siegel“) bestätigen. Nach eigenen Angaben vertreibt das Unternehmen rund 12.000 verschiedene Produkte von mehr als 600 Zulieferern weltweit. Neben Lebensmitteln, darunter auch Wein, werden auch Naturdrogerie-Produkte wie Natur- oder Bio-Kosmetik vertrieben.